# ئی‌ئی-۹ کاسکاول
ئی‌ئی-۹ کاسکاول (به پرتغالی: EE-9 Cascavel) خودرو زره‌پوش شناسایی برزیلی است که کمپانی انگسا در دهه ۱۹۷۰ آن را طراحی کرده و از سال ۱۹۷۴ وارد خط تولید کرد. کاسکاول یک خودروی چرخ‌دار ۶×۶ با یک توپ ۹۰ میلی‌متری است که ۶۰۰ دستگاه از آن برای ارتش برزیل ساخته شده و به کشورهای متعدد دیگری نیز صادر شد. کاسکاول اشتراکات زیادی با نفربر ئی‌ئی-۱۱ اوروتو، دیگر زره‌پوش ساخت انگسا، دارد و در هر دو آن‌ها تا جای ممکن از قطعات موجود در بازار بین‌المللی استفاده شده تا تعمیرات و تهیه قطعات یدکی آن‌ها کم‌هزینه‌تر و ساده‌تر باشد.
این خودرو زره‌پوش جنگی، که نام آن در زبان پرتغالی به معنی «مار زنگی» است، در نقش‌های مختلفی همچون تهیه آتش پشتیبان برای نیروهای زمینی، ماموریت‌های شناسایی مسلح، و نبرد با تانک‌های اصلی میدان نبرد دشمن قابل استفاده است و کارایی بالایی در جنگ‌های شهری دارد.
کاسکاول از موفق‌ترین تولیدات دهه ۷۰ و ۸۰ صنایع دفاع برزیل در بازار صادراتی بود. کاسکاول در اوایل دهه ۱۹۷۰ به عنوان یک خودرو زره‌پوش نسبتاً کم‌هزینه و ساده و در عین حال کارآمد برای جایگزینی زره‌پوش‌های ام۸ گری‌هوند بازمانده از جنگ جهانی دوم ارتش برزیل طراحی شد و تاثیر ام۸ در طراحی آن نیز مشهود است. طراحی اعتمادپذیر و ساده کاسکاول و چندکارگی آن رمز محبوبیت این خودرو زره‌پوش در بازار جهانی بوده‌است.
در مجموع ۱۸ کشور مختلف دنیا این خودرو زرهپوش را در نیروهای مسلح خود به کار گرفته‌اند که تقریباً تمامی آن‌ها از کشورهای جهان سوم به ویژه کشورهای آمریکای لاتین و خاورمیانه بوده‌اند. کاسکاول در نبردهای مختلفی از جمله جنگ ایران و عراق، جنگ عراق ۱۹۹۱ و جنگ داخلی کلمبیا به کار رفته‌است. در جنگ ایران و عراق هر دو کشور از این خودرو زره‌پوش استفاده می‌کردند. حتی سازمان مجاهدین خلق نیز ارتش خود را به این خودرو مسلح کرده و در عملیات فروغ جاویدان از آن‌ها بهره برد.
عراق در جنگ با ایران از کاسکاول‌ها به عنوان توپ خودکششی استفاده کرده و با قرار دادن آن‌ها در زیر شن، به طوری‌که فقط برجک آن‌ها بیرون باشد، هدف قرار دادن آن‌ها را برای نیروهای ایرانی دشوار می‌کرد. در جریان عملیات طوفان صحرا (حمله سال ۱۹۹۰ ائتلاف به عراق) این تاکتیک باعث شد تا صدها دستگاه کاسکاول، بدون این که فرصت فرار داشته باشند، به راحتی شکار نیروی هوایی آمریکا به ویژه هواپیماهای تهاجمی آ-۱۰ تاندربولت شوند.

## انواع
- کاسکاول ۱: اولین مدل با توپ ۳۷ م‌م آمریکایی ام۳۶ که از روی ام۸ گری‌هوندهای از رده خارج برداشته شده بود. این مدل باریکتر از مدل‌های بعدی بود و فقط برای ارتش برزیل ساخته شد
- کاسکاول ۲: اولین مدل صادراتی با یک برجک فرانسوی و توپ ۹۰ م‌م ساخت جیات (مشابه سلاح اصلی زره‌پوش فرانسوی آام‌ال-۹۰)
- کاسکاول ۳: تولید از سال ۱۹۷۷. یک برجک ساخت انگسا و توپ ۹۰ م‌م بلژیکی Cockerill Mk 3
- کاسکاول ۴: مدل ارتقایافته با موتور و گیربکس جدید، دوربین‌های بهبودیافته دید روز و شب و مسافت‌یاب لیزری و یک تیربار سنگین کالیبر ۱۲.۷ م‌م دفاع هوایی.

## مشخصات
اولین مدل کاسکاول از یک موتور دیزلی مرسدس بنز به قدرت ۱۷۰ اسب بخار استفاده می‌کرد. در مدل‌های ۲ تا ۴ کاسکاول یک موتور دیترویت دیزل به قدرت ۲۱۲ اسب بخار نصب شده‌است و به این خودرو توان حرکت با سرعت ۱۰۰ کیلومتر بر روی جاده، گذر از پله‌هایی به ارتفاع ۶۰ سانتی متر، خندق‌های ۱ متری، آب‌هایی به عمق ۱ متر (بدون هیچ آماده‌سازی) و حرکت در شیب ۶۰ درجه و شیب پهلویی ۳۰ درجه را می‌دهد. ظرفیت باک سوخت خودرو هم ۳۹۰ لیتر است که حداکثر برد عملیاتی آن در جاده را با سوخت کامل به ۸۰۰ کیلومتر می‌رساند.
کاسکاول به شیوه تانک‌های اصلی میدان نبرد (ام‌بی‌تی) تقسیم‌بندی شده‌است. یعنی موتور در بخش عقب بدنه، قسمت جنگی در وسط و بخش رانندگی در جلو قرار گرفته‌اند و کرو سه نفره شامل فرمانده، راننده و توپچی آن را هدایت می‌کنند. یک زره فولادی چند لایهٔ طراحی انگسا نیز از این خودرو حفاظت می‌کند. این زره از دو لایه تشکیل شده که لایهٔ خارجی سفت‌تر و لایهٔ داخلی نرم‌تر است. قسمت جلویی خودرو با زرهی به قطر ۱۶ م‌م محافظت می‌شود که در مقابل آتش تیربارهای ۱۲.۷ م‌م ایمن است.

## سلاح
سلاح اصلی کاسکاول ۳ و ۴ که رایج‌ترین مدل این زره‌پوش است، یک قبضه توپ ۹۰ م‌م بلژیکی کوکریل (تولید تحت لیسانس در برزیل) است که بر روی یک برجک گردان طراحی انگسا نصب شده‌است. این توپ از دهه ۱۹۷۰ در تانک‌های سبک، زره‌پوش‌های شناسایی و آتش پشتیبان کشورهای مختلف به کار رفته‌است و با وجود اندازه و وزن نه چندان زیاد خود تا حدی از قابلیت ضد تانک هم برخوردار است. خودرو کاسکاول در مجموع ۴۴ فشنگ را برای این توپ حمل می‌کند و زاویه حرکت لولهٔ توپ آن بین ۸ درجه به پایین و ۱۵ درجه به بالاست. این توپ به طور دستی بارگذاری می‌شود و نواخت تیر آن ۶ در دقیقه است و فقط از دو نوع مهمات ساده؛ انفجاری ترکش‌دار و زره‌شکاف، استفاده می‌کند. یک تیربار ۷.۶۲ اف‌ان-ام‌آژ نیز به عنوان سلاح‌هم‌محور در کنار توپ نصب شده و امکان نصب یک تیربار ۱۲.۷ م‌م دفاع هوایی (ام۲ برونینگ در کاسکاول‌های برزیلی) در بالای برجک هم وجود دارد. پرتابگرهای نارنجک دودزا هم دیگر سلاحی است که معمولاً بر روی برجک کاسکاول قرار می‌گیرد.

## کاربران
- بولیوی: ۲۴
- برزیل: ۶۰۰ دستگاه.
- بورکینافاسو: ۲

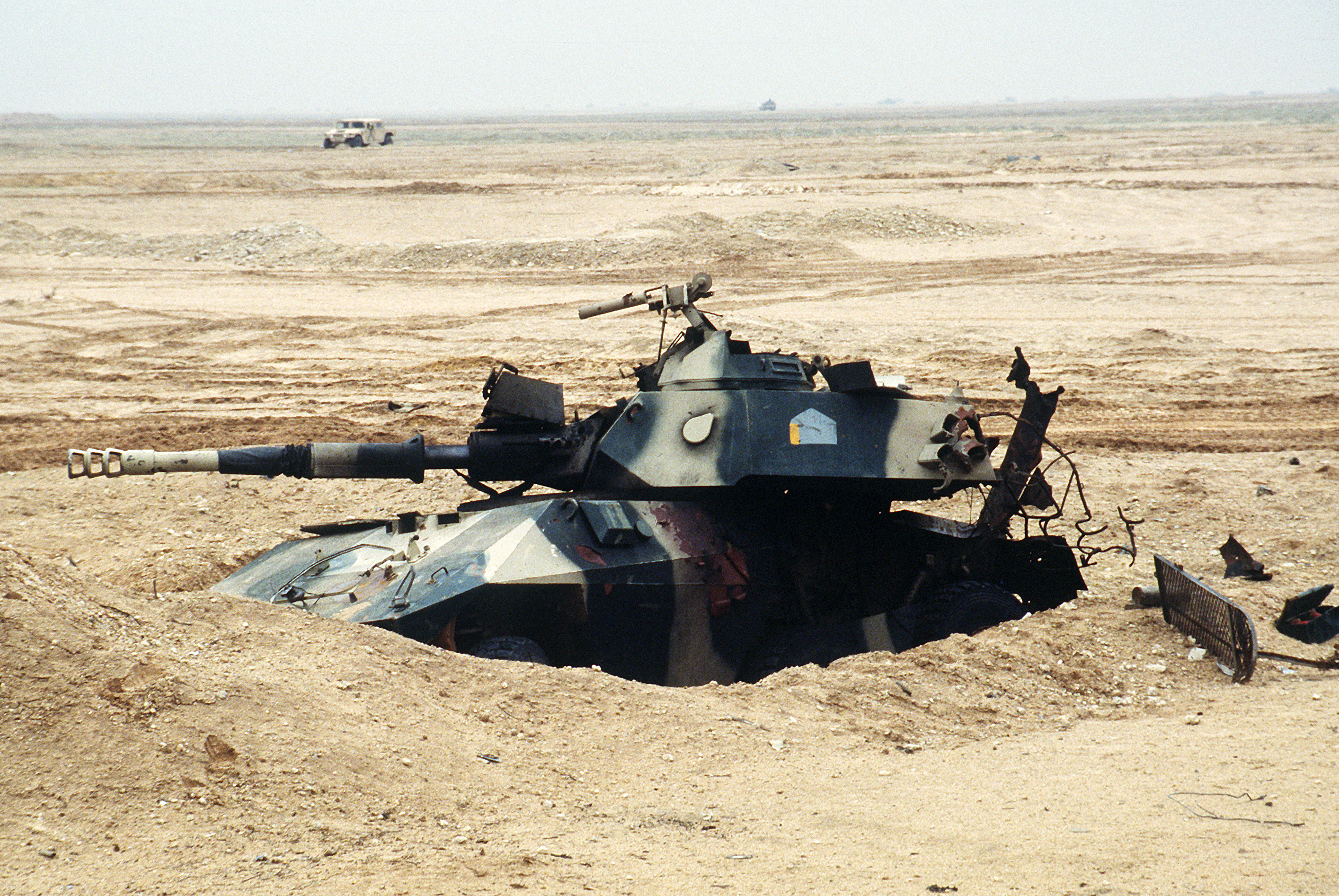
کاسکاول سوخته عراقی در شمال عربستان در سال ۱۹۹۱

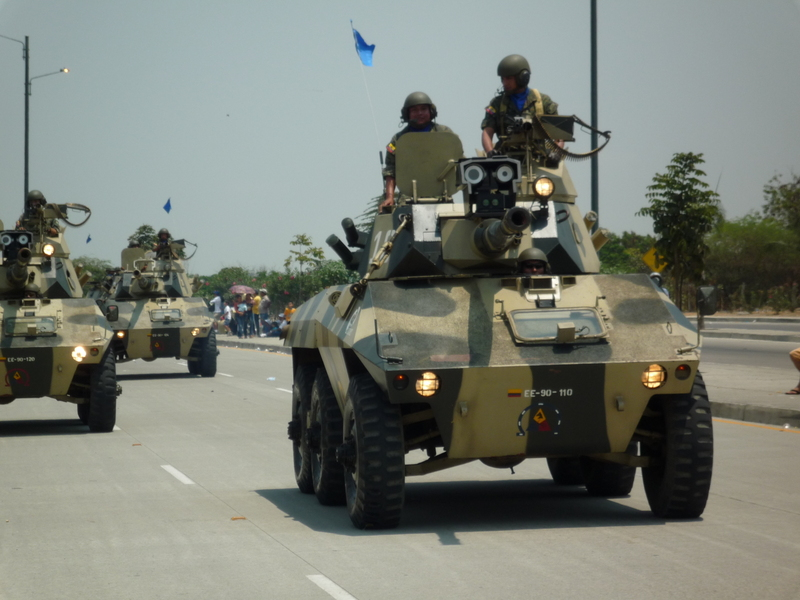
کاسکاول ارتش اکوادور

- شیلی: ۸۴ دستگاه بین سال‌های ۱۹۶۴ تا ۱۹۷۶ خریداری کرد که اکنون همگی بازنشسته شده‌اند.
- کلمبیا: ۱۸۰
- قبرس: ۱۲۶ دستگاه از ۱۹۸۲ تا ۱۹۸۶ خریداری کرد.
- جمهوری دومینیکن: ۲۰
- اکوادور: ۵۰
- گویان: ۶
- ایران: ایران در سال ۱۹۸۰ قراردادی با لیبی بسته و ۱۳۰ دستگاه از کاسکاول‌هایی که این کشور تازه از برزیل تحویل گرفته بود، را خریداری کرد. ۳۵ دستگاه کاسکاول در سال ۲۰۱۲ فعال بوده‌اند.[۴]
- عراق: ۳۵
- لیبی: ۵۰۰ دستگاه از ۱۹۷۵ تا ۱۹۷۸ دریافت کرد.
- پاراگوئه: ۲۸
- قطر: ۳۰
- سورینام: ۴۵
- اروگوئه: ۱۵
- زیمبابوه: ۹۰